# Campionato africano femminile di calcio 1998
Il campionato africano femminile di calcio 1998 è stata la terza edizione della massima competizione calcistica per nazionali femminili organizzata dalla Confédération Africaine de Football (CAF). Si è disputato tra il 17 e il 31 ottobre 1998 in Nigeria. A partire da questa edizione il torneo è stato organizzato con cadenza biennale e ospitato da una delle federazioni affiliate, diversamente dalle precedenti due edizioni. Il campionato è servito anche da qualificazione al campionato mondiale 1999, al quale hanno avuto accesso le due nazionali finaliste.
Il torneo è stato vinto per la terza volta consecutiva dalla Nigeria, che in finale ha superato il Ghana per 2-0 davanti a un pubblico di circa 30 000 spettatori. A pochi giorni dall'inizio della competizione il Mozambico si è ritirato; il Lesotho era stato invitato a partecipare, ma vi ha rinunciato, lasciando così il numero di partecipanti a 7.

## Formato
Alla fase finale accedevano 8 squadre nazionali, delle quali la Nigeria ammessa di diritto in qualità di ospite, mentre le altre 7 tramite le qualificazioni. La fase di qualificazione era organizzata in un'unica fase a eliminazione diretta, con sette scontri di andata e ritorno per stabilire le sette squadre che avrebbero preso parte alla fase finale. Nella fase finale, invece, le otto squadre partecipanti erano suddivise in due gruppi da quattro, con partite di sola andata. Le prime due di ciascun raggruppamento si qualificavano per le semifinali, con le prime classificate a incontrare le seconde dell'altro gruppo. Le due squadre finaliste si qualificava alla fase finale del campionato mondiale 1999. Venne disputata per la prima volta la finale per il terzo posto.

## Qualificazioni
| Squadra 1                       | Totale | Squadra 2    | Andata | Ritorno |
| ------------------------------- | ------ | ------------ | ------ | ------- |
| 28-29 marzo / 10-12 aprile 1998 |        |              |        |         |
| Mozambico                       | 7 - 2  | Lesotho      | 3 - 0  | 4 - 2   |
| Sudafrica                       | 15 - 0 | Swaziland    | 9 - 0  | 6 - 0   |
| Egitto                          | 2 - 1  | Uganda       | 1 - 1  | 1 - 0   |
| Ghana                           | 19 - 0 | Guinea       | 11 - 0 | 8 - 0   |
| RD del Congo                    | [ 2 ]  | Namibia      | -      | -       |
| Camerun                         | [ 2 ]  | Sierra Leone | -      | -       |
| Marocco                         | [ 2 ]  | Kenya        | -      | -       |

## Squadre partecipanti
| Pr. | Squadra      | Partecipante in quanto                                         | Ultima presenza |
| --- | ------------ | -------------------------------------------------------------- | --------------- |
| 1   | Nigeria      | Rappresentativa della nazione organizzatrice della fase finale | 1995            |
| 2   | Camerun      | Vincitrice della fase di qualificazione                        | 1991            |
| 3   | Egitto       | Vincitrice della fase di qualificazione                        | Esordiente      |
| 4   | Ghana        | Vincitrice della fase di qualificazione                        | 1995            |
| 5   | Marocco      | Vincitrice della fase di qualificazione                        | Esordiente      |
| 6   | Mozambico    | Vincitrice della fase di qualificazione                        | Esordiente      |
| 7   | RD del Congo | Vincitrice della fase di qualificazione                        | Esordiente      |
| 8   | Sudafrica    | Vincitrice della fase di qualificazione                        | 1995            |

## Stadi
Il campionato venne ospitato da due impianti in Nigeria.
| Kaduna              | Kaduna Ijebu Ode Stadi ospitanti il campionato africano femminile di calcio 1998. | Ijebu Ode       |
| Stadio Ahmadu Bello | Kaduna Ijebu Ode Stadi ospitanti il campionato africano femminile di calcio 1998. | Gateway Stadium |
|                     | Kaduna Ijebu Ode Stadi ospitanti il campionato africano femminile di calcio 1998. |                 |

## Fase finale

### Fase a gruppi

#### Gruppo A
| Pos. | Squadra      | Pt | G | V | N | P | GF | GS | DR  |
| ---- | ------------ | -- | - | - | - | - | -- | -- | --- |
| 1.   | Nigeria      | 9  | 3 | 3 | 0 | 0 | 20 | 0  | +20 |
| 2.   | RD del Congo | 4  | 3 | 1 | 1 | 1 | 4  | 7  | -3  |
| 3.   | Marocco      | 4  | 3 | 1 | 1 | 1 | 4  | 9  | -5  |
| 4.   | Egitto       | 0  | 3 | 0 | 0 | 3 | 2  | 14 | -12 |

| Kaduna 17 ottobre 1998                                                                              | Nigeria   | 8 – 0 referto | Marocco | Stadio Ahmadu Bello |
| \| \| \| \| \| Okosieme 17’, ?’ Avre 30’, ?’ Nwadike ?’, ?’ Omagbemi ?’ Akide ?’ \| Marcatori \| \| |           |               |         |                     |
| |           |               |         |                     |
| Okosieme 17’, ?’ Avre 30’, ?’ Nwadike ?’, ?’ Omagbemi ?’ Akide ?’                                   | Marcatori |               |         |                     |

| Kaduna 17 ottobre 1998 | RD del Congo | 4 – 1 | Egitto | Stadio Ahmadu Bello |

| Kaduna 20 ottobre 1998 | Marocco | 4 – 1 | Egitto | Stadio Ahmadu Bello |

| Kaduna 20 ottobre 1998 | Nigeria | 6 – 0 | RD del Congo | Stadio Ahmadu Bello |

| Kaduna 23 ottobre 1998 | Marocco | 0 – 0 | RD del Congo | Stadio Ahmadu Bello |

| Kaduna 23 ottobre 1998 | Nigeria | 6 – 0 | Egitto | Stadio Ahmadu Bello |

#### Gruppo B
| Pos. | Squadra   | Pt   | G | V | N | P | GF | GS | DR |
| ---- | --------- | ---- | - | - | - | - | -- | -- | -- |
| 1.   | Ghana     | 6    | 2 | 2 | 0 | 0 | 7  | 1  | +6 |
| 2.   | Camerun   | 3    | 2 | 1 | 0 | 1 | 4  | 5  | -1 |
| 3.   | Sudafrica | 0    | 2 | 0 | 0 | 2 | 2  | 7  | -5 |
| ---  | Mozambico | rit. |   |   |   |   |    |    |    |

| Ijebu Ode 18 ottobre 1998 | Ghana | 4 – 0 | Sudafrica | Gateway Stadium |

| Ijebu Ode 21 ottobre 1998 | Camerun | 3 – 2 | Sudafrica | Gateway Stadium |

| Ijebu Ode 24 ottobre 1998 | Ghana | 3 – 1 | Camerun | Gateway Stadium |

### Fase a eliminazione diretta

#### Tabellone
|  | Semifinali | Semifinali   | Semifinali |       |         | Finale             | Finale             | Finale          |  |
|  |            |              |            |       |         |                    |                    |                 |  |
|  | 1A         | Nigeria      | 6          |       |         |                    |                    |                 |  |
|  | 1A         | Nigeria      | 6          |       |         |                    |                    |                 |  |
|  | 2B         | Camerun      | 0          |       |         |                    |                    |                 |  |
|  | 2B         | Camerun      | 0          |       | Nigeria | Nigeria            | 2                  |                 |  |
|  |            |              |            |       | Nigeria | Nigeria            | 2                  |                 |  |
|  |            |              | Ghana      | Ghana | 0       |                    |                    |                 |  |
|  | 1B         | Ghana (dts)  | Ghana      | Ghana | 0       | 4                  |                    |                 |  |
|  | 1B         | Ghana (dts)  |            |       |         | 4                  |                    |                 |  |
|  | 2A         | RD del Congo | 1          |       |         | Finale 3º posto    | Finale 3º posto    | Finale 3º posto |  |
|  | 2A         | RD del Congo | 1          |       |         |                    |                    |                 |  |
|  |            |              |            |       |         |                    |                    |                 |  |
|  |            |              |            |       |         | Camerun            | Camerun            | 3 (1)           |  |
|  |            |              |            |       |         | Camerun            | Camerun            | 3 (1)           |  |
|  |            |              |            |       |         | RD del Congo (dtr) | RD del Congo (dtr) | 3 (3)           |  |

### Semifinali
| Kaduna 27 ottobre 1998 | Nigeria | 6 – 0 | Camerun | Stadio Ahmadu Bello |

| Kaduna 27 ottobre 1998 | Ghana | 4 – 1 (d.t.s.) | RD del Congo | Stadio Ahmadu Bello |

### Finale terzo posto
| Ijebu Ode 30 ottobre 1998                    | RD del Congo         | 3 – 3 (d.t.s.) | Camerun | Gateway Stadium |
| \| \| \| \| \| \| Tiri di rigore 3 – 1 \| \| |                      |                |         |                 |
|                                              |                      |                |         |                 |
|                                              | Tiri di rigore 3 – 1 |                |         |                 |

### Finale
| Ijebu Ode 31 ottobre 1998                                 | Nigeria   | 2 – 0 | Ghana | Gateway Stadium (30 000 spett.) |
| \| \| \| \| \| Okosieme 43’ Mbachu 64’ \| Marcatori \| \| |           |       |       |                                 |
|                                                           |           |       |       |                                 |
| Okosieme 43’ Mbachu 64’                                   | Marcatori |       |       |                                 |